# Montederramo
Montederramo település Spanyolországban, Ourense tartományban. Montederramo Castro Caldelas, Chandrexa de Queixa, Laza, Vilar de Barrio, Maceda, Xunqueira de Espadanedo, Parada de Sil és A Teixeira községekkel határos. Lakosainak száma 670 fő (2024).

## Népesség
A település népessége az elmúlt években az alábbi módon változott:
| Lakosok száma | 1266 | 1130 | 1072 | 990  | 894  | 822  | 760  | 711  | 701  | 670  |
|               | 2001 | 2004 | 2007 | 2009 | 2012 | 2014 | 2017 | 2019 | 2022 | 2024 |